# گوانیدین
گوانیدین (به انگلیسی: Guanidine) یک ترکیب شیمیایی با شناسه پاب‌کم ۳۵۲۰ است. 

## نگارخانه

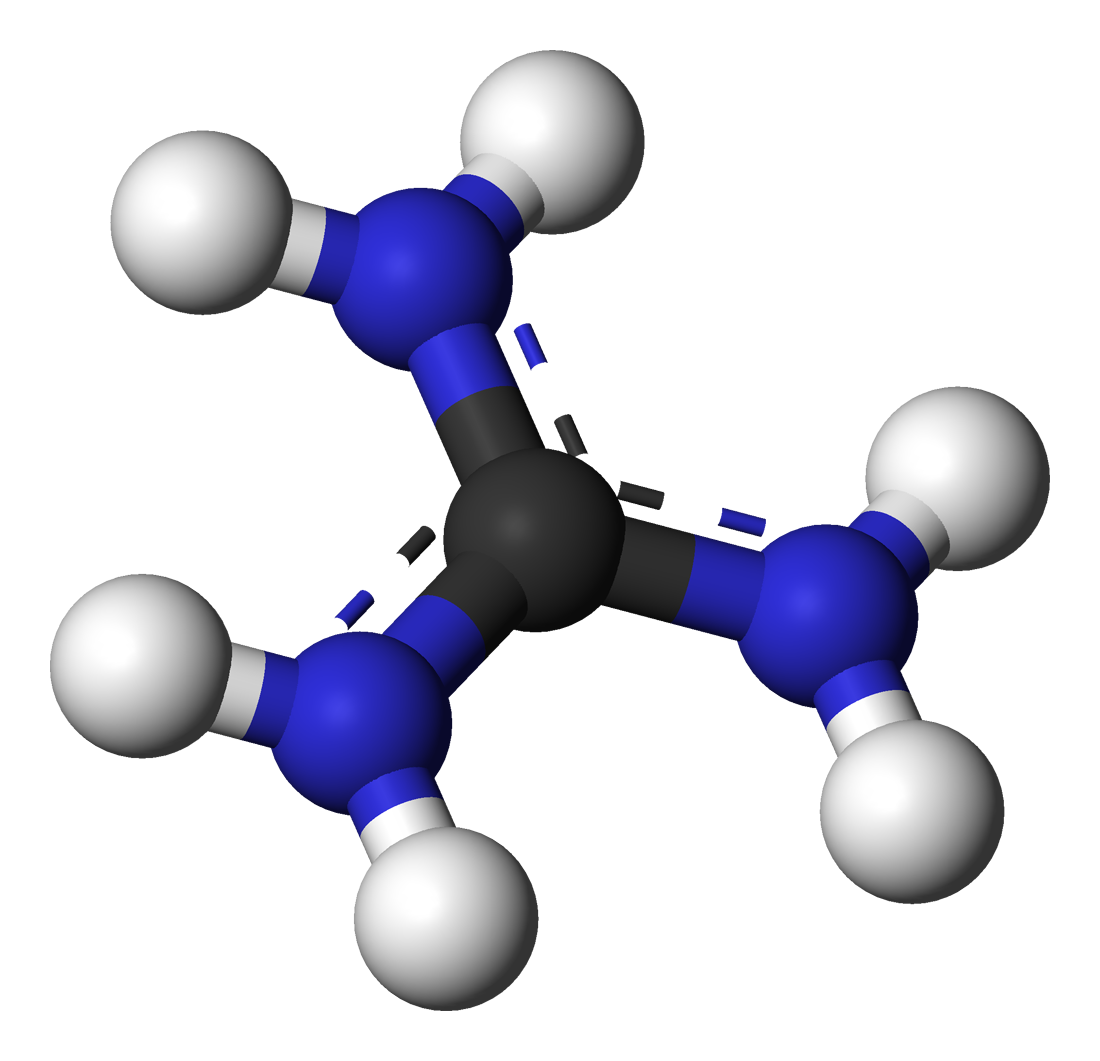
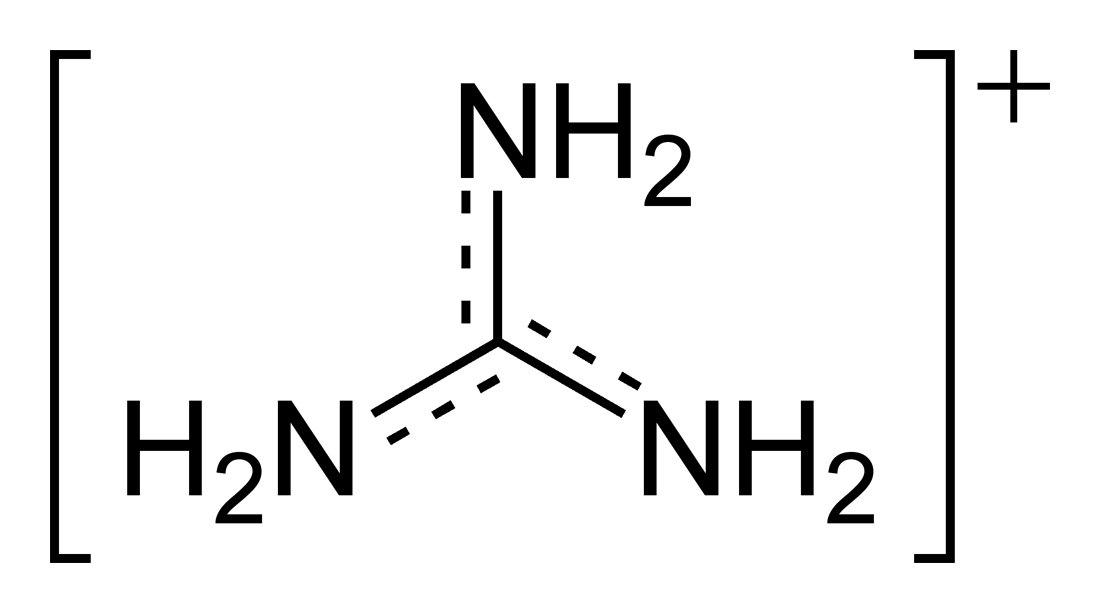
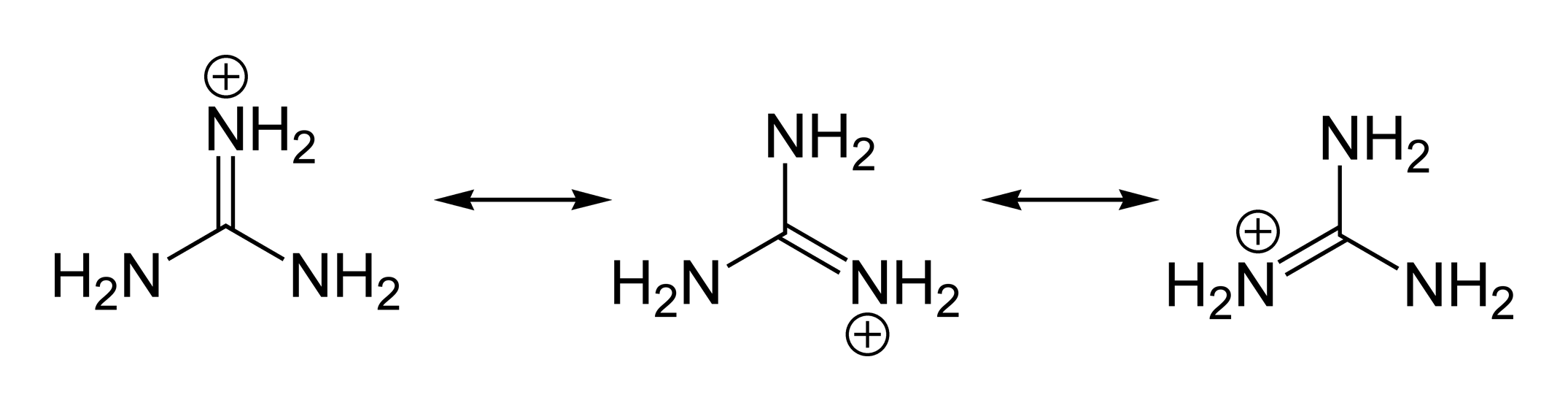